# ABA Liga 2021-22
La ABA Liga 2021-22 fue la vigesimoprimera edición de la ABA Liga, competición que reúne 14 equipos de Serbia, Croacia, Eslovenia, Montenegro y Bosnia Herzegovina. La competición comenzó el 24 de septiembre de 2021 y la temporada regular terminará el 11 de abril de 2022.
Toman parte los trece equipos mejor clasificados de la temporada anterior, además del KK Studentski centar, ascendido de la ABA Liga 2. El campeón fue el Crvena zvezda mts, que lograba su sexto título.

## Equipos participantes
Equipo ascendido de la ABA Liga 2
- SC Derby

| Equipo            | Ciudad        | Pabellón                   | Capacidad |
| ----------------- | ------------- | -------------------------- | --------- |
| Borac Čačak       | Čačak         | Borac Hall                 | 4,000     |
| Budućnost VOLI    | Podgorica     | Morača Sports Center       | 5,500     |
| Cedevita Olimpija | Ljubljana     | Arena Stožice              | 12,480    |
| Cibona            | Zagreb        | Dražen Petrović Hall       | 5,400     |
| Crvena zvezda mts | Belgrade      | Aleksandar Nikolić Hall    | 8,000     |
| FMP               | Belgrade      | Železnik Hall              | 3,000     |
| Igokea            | Aleksandrovac | Laktaši Sports Hall        | 3,050     |
| Krka              | Novo Mesto    | Leon Štukelj Hall          | 2,500     |
| Mega Bemax        | Belgrade      | Ranko Žeravica Sports Hall | 5,000     |
| Mornar            | Bar           | Topolica Sport Hall        | 2,625     |
| Partizan NIS      | Belgrade      | Štark Arena                | 18,386    |
| SC Derby          | Podgorica     | Morača Sports Center       | 6,000     |
| Split             | Split         | Arena Gripe                | 3,500     |
| Zadar             | Zadar         | Krešimir Ćosić Hall        | 7,997     |

## Temporada regular

### Clasificación
Actualizado: completa
| Pos. | Equipo              | PJ | G  | P  | PF   | PC   | DP   | Pts | Clasificación o descenso          |
| ---- | ------------------- | -- | -- | -- | ---- | ---- | ---- | --- | --------------------------------- |
| 1    | Crvena zvezda mts   | 26 | 24 | 2  | 2140 | 1819 | +321 | 50  | Clasificado para semifinales      |
| 2    | Partizan NIS        | 26 | 22 | 4  | 2178 | 1840 | +338 | 48  | Clasificado para semifinales      |
| 3    | Budućnost VOLI      | 26 | 19 | 7  | 2102 | 1902 | +200 | 45  | Clasificado para cuartos de final |
| 4    | Cedevita Olimpija   | 26 | 18 | 8  | 2205 | 2056 | +149 | 44  | Clasificado para cuartos de final |
| 5    | Igokea              | 26 | 15 | 11 | 2053 | 1959 | +94  | 41  | Clasificado para cuartos de final |
| 6    | FMP Meridian        | 26 | 14 | 12 | 2121 | 2097 | +24  | 40  | Clasificado para cuartos de final |
| 7    | SC Derby            | 26 | 12 | 14 | 2107 | 2212 | −105 | 38  |                                   |
| 8    | Cibona              | 26 | 11 | 15 | 2014 | 2005 | +9   | 37  |                                   |
| 9    | Mornar Barsko zlato | 26 | 10 | 16 | 1986 | 2056 | −70  | 36  |                                   |
| 10   | Mega Mozzart        | 26 | 10 | 16 | 2043 | 2101 | −58  | 36  |                                   |
| 11   | Borac Čačak         | 26 | 9  | 17 | 1962 | 2098 | −136 | 35  |                                   |
| 12   | Zadar               | 26 | 8  | 18 | 1899 | 2046 | −147 | 34  |                                   |
| 13   | Split               | 26 | 6  | 20 | 1848 | 2102 | −254 | 32  | Playoff de descenso               |
| 14   | Krka                | 26 | 4  | 22 | 1813 | 2178 | −365 | 30  | Descenso a ABA Liga 2             |

 Fuente: ABA League

### Posiciones por ronda
|  | Accede a semifinales |  | Accede a cuartos de final |  | Playoffs de descenso |  | Descendido |

| Equipo ╲ Jornada    | 1                 | 2  | 3  | 4  | 5  | 6  | 7  | 8  | 9  | 10 | 11 | 12 | 13 | 14 | 15 | 16 | 17 | 18 | 19 | 20 | 21 | 22 | 23 | 24 | 25 | 26 |   |
| ------------------- | ----------------- | -- | -- | -- | -- | -- | -- | -- | -- | -- | -- | -- | -- | -- | -- | -- | -- | -- | -- | -- | -- | -- | -- | -- | -- | -- | - |
| Equipo ╲ Jornada    | Crvena zvezda mts | 1  | 1  | 4  | 2  | 2  | 2  | 2  | 2  | 1  | 1  | 1  | 1  | 1  | 1  | 1  | 2  | 1  | 2  | 2  | 1  | 2  | 2  | 2  | 1  | 2  | 1 |
| Partizan NIS        | 6                 | 4  | 1  | 1  | 1  | 1  | 1  | 1  | 2  | 2  | 2  | 2  | 4  | 2  | 2  | 1  | 2  | 1  | 1  | 2  | 1  | 1  | 1  | 2  | 1  | 2  |   |
| FMP Meridian        | 11                | 7  | 7  | 4  | 4  | 4  | 4  | 4  | 3  | 3  | 3  | 3  | 3  | 5  | 5  | 5  | 5  | 5  | 6  | 6  | 6  | 6  | 6  | 6  | 6  | 6  |   |
| Budućnost VOLI      | 5                 | 6  | 6  | 3  | 3  | 3  | 3  | 3  | 4  | 4  | 4  | 4  | 2  | 3  | 3  | 3  | 3  | 3  | 3  | 3  | 3  | 3  | 4  | 4  | 4  | 3  |   |
| Cedevita Olimpija   | 3                 | 2  | 3  | 6  | 8  | 5  | 5  | 5  | 5  | 5  | 5  | 5  | 5  | 4  | 4  | 4  | 4  | 4  | 4  | 4  | 4  | 4  | 3  | 3  | 3  | 4  |   |
| Cibona              | 4                 | 3  | 2  | 5  | 6  | 6  | 6  | 6  | 6  | 6  | 7  | 8  | 7  | 8  | 8  | 8  | 10 | 9  | 8  | 9  | 8  | 8  | 8  | 8  | 9  | 8  |   |
| Igokea m:tel        | 7                 | 8  | 8  | 10 | 5  | 7  | 9  | 7  | 7  | 7  | 8  | 6  | 6  | 6  | 6  | 6  | 6  | 6  | 5  | 5  | 5  | 5  | 5  | 5  | 5  | 5  |   |
| Mega Mozzart        | 2                 | 5  | 5  | 7  | 9  | 10 | 8  | 9  | 8  | 8  | 6  | 7  | 10 | 12 | 9  | 9  | 7  | 7  | 7  | 7  | 9  | 9  | 9  | 10 | 8  | 10 |   |
| SC Derby            | 13                | 9  | 11 | 11 | 7  | 9  | 7  | 8  | 9  | 10 | 9  | 9  | 9  | 10 | 11 | 10 | 9  | 11 | 10 | 8  | 7  | 7  | 7  | 7  | 7  | 7  |   |
| Borac Čačak         | 8                 | 11 | 9  | 8  | 10 | 11 | 11 | 11 | 10 | 9  | 10 | 11 | 12 | 11 | 12 | 12 | 12 | 10 | 12 | 11 | 11 | 10 | 11 | 11 | 11 | 11 |   |
| Krka                | 12                | 10 | 10 | 9  | 11 | 8  | 10 | 10 | 11 | 12 | 12 | 13 | 13 | 13 | 13 | 13 | 13 | 14 | 14 | 14 | 13 | 14 | 14 | 14 | 14 | 14 |   |
| Mornar Barsko zlato | 10                | 12 | 13 | 12 | 13 | 14 | 13 | 14 | 12 | 11 | 11 | 10 | 8  | 7  | 7  | 7  | 8  | 8  | 9  | 10 | 10 | 11 | 10 | 9  | 10 | 9  |   |
| Split               | 14                | 14 | 14 | 14 | 14 | 13 | 14 | 12 | 13 | 14 | 14 | 14 | 14 | 14 | 14 | 14 | 14 | 13 | 13 | 13 | 14 | 13 | 13 | 13 | 13 | 13 |   |
| Zadar               | 9                 | 13 | 12 | 13 | 12 | 12 | 12 | 13 | 14 | 13 | 13 | 12 | 11 | 9  | 10 | 11 | 11 | 12 | 11 | 12 | 12 | 12 | 12 | 12 | 12 | 12 |   |

### Resultados
| Local \ Visitante   | BOR    | BUD   | COL    | CIB   | CZV   | FMP   | IGO   | KRK    | MEG   | MOR   | PAR   | SCD    | SPL    | ZAD    |
| ------------------- | ------ | ----- | ------ | ----- | ----- | ----- | ----- | ------ | ----- | ----- | ----- | ------ | ------ | ------ |
| Borac Čačak         | —      | 76–82 | 76–85  | 59–62 | 54–66 | 77–80 | 61–88 | 77–69  | 80–68 | 91–78 | 68–86 | 89–80  | 59–64  | 79–73  |
| Budućnost VOLI      | 97–73  | —     | 93–91  | 90–65 | 76–80 | 82–72 | 81–68 | 110–64 | 86–69 | 85–69 | 72–80 | 78–70  | 75–66  | 84–69  |
| Cedevita Olimpija   | 83–80  | 79–84 | —      | 80–84 | 82–83 | 89–92 | 80–70 | 88–56  | 92–81 | 79–59 | 81–79 | 88–78  | 86–60  | 73–74  |
| Cibona              | 89–74  | 73–80 | 79–82  | —     | 74–78 | 66–69 | 77–82 | 90–52  | 89–84 | 65–82 | 61–79 | 90–75  | 84–65  | 80–73  |
| Crvena zvezda mts   | 109–62 | 71–63 | 79–64  | 86–72 | —     | 90–82 | 85–66 | 76–56  | 81–67 | 81–74 | 71–56 | 94–84  | 97–61  | 91–69  |
| FMP Meridian        | 90–82  | 77–79 | 75–77  | 76–71 | 74–98 | —     | 89–81 | 87–76  | 79–86 | 83–81 | 80–86 | 104–99 | 93–77  | 83–76  |
| Igokea              | 91–89  | 79–82 | 83–101 | 82–72 | 75–68 | 73–61 | —     | 108–81 | 79–63 | 70–57 | 68–70 | 83–67  | 85–67  | 79–67  |
| Krka                | 90–97  | 72–84 | 83–90  | 52–87 | 70–71 | 60–93 | 59–72 | —      | 62–79 | 89–80 | 63–79 | 87–70  | 87–84  | 80–66  |
| Mega Mozzart        | 85–91  | 87–81 | 104–75 | 93–89 | 69–76 | 82–89 | 71–81 | 73–72  | —     | 70–83 | 69–97 | 101–68 | 78–65  | 70–72  |
| Mornar Barsko zlato | 85–90  | 62–73 | 79–101 | 77–87 | 69–77 | 82–78 | 82–76 | 74–65  | 79–75 | —     | 64–66 | 82–88  | 81–65  | 86–84  |
| Partizan NIS        | 75–68  | 75–66 | 89–96  | 98–77 | 98–84 | 74–69 | 83–70 | 92–45  | 90–93 | 95–83 | —     | 79–57  | 109–49 | 103–72 |
| SC Derby            | 88–74  | 89–84 | 80–88  | 93–87 | 67–99 | 85–76 | 93–90 | 86–76  | 83–62 | 76–95 | 83–93 | —      | 77–70  | 94–78  |
| Split               | 66–80  | 61–72 | 79–83  | 77–76 | 62–66 | 85–90 | 89–77 | 87–77  | 81–80 | 76–67 | 59–69 | 94–101 | —      | 80–92  |
| Zadar               | 70–56  | 65–63 | 77–92  | 67–68 | 73–83 | 83–80 | 64–77 | 78–71  | 81–85 | 71–76 | 73–78 | 71–76  | 61–59  | —      |

## Playoffs
|  | Ronda preliminar  | Ronda preliminar |                   |   | Semifinales | Semifinales |  |  | Finales | Finales |
|  |                   |                  |                   |   |             |             |  |  |         |         |
|  |                   |                  |                   |   |             |             |  |  |         |         |
|  |                   |                  |                   |   |             |             |  |  |         |         |
|  |                   |                  |                   |   |             |             |  |  |         |         |
|  |                   |                  |                   |   |             |             |  |  |         |         |
|  |                   |                  |                   |   |             |             |  |  |         |         |
|  | Crvena zvezda mts | 2                |                   |   |             |             |  |  |         |         |
|  | Crvena zvezda mts | 2                |                   |   |             |             |  |  |         |         |
|  |                   |                  | Cedevita Olimpija | 1 |             |             |  |  |         |         |
|  | Cedevita Olimpija | 2                | Cedevita Olimpija | 1 |             |             |  |  |         |         |
|  | Cedevita Olimpija | 2                |                   |   |             |             |  |  |         |         |
|  | Igokea m:tel      | 0                |                   |   |             |             |  |  |         |         |
|  | Igokea m:tel      | 0                | Crvena zvezda mts | 3 |             |             |  |  |         |         |
|  |                   |                  | Crvena zvezda mts | 3 |             |             |  |  |         |         |
|  |                   | Partizan NIS     | 2                 |   |             |             |  |  |         |         |
|  |                   | Partizan NIS     | 2                 |   |             |             |  |  |         |         |
|  |                   |                  |                   |   |             |             |  |  |         |         |
|  |                   |                  |                   |   |             |             |  |  |         |         |
|  | Partizan NIS      | 2                |                   |   |             |             |  |  |         |         |
|  | Partizan NIS      | 2                |                   |   |             |             |  |  |         |         |
|  |                   |                  | Budućnost VOLI    | 1 |             |             |  |  |         |         |
|  | Budućnost VOLI    | 2                | Budućnost VOLI    | 1 |             |             |  |  |         |         |
|  | Budućnost VOLI    | 2                |                   |   |             |             |  |  |         |         |
|  | FMP Meridian      | 0                |                   |   |             |             |  |  |         |         |
|  | FMP Meridian      | 0                |                   |   |             |             |  |  |         |         |

## Ronda preliminar
| Equipo 1          | Series | Equipo 2     | 1.er partido | 2.º partido | 3.er partido |
| ----------------- | ------ | ------------ | ------------ | ----------- | ------------ |
| Budućnost VOLI    | 2–0    | FMP Meridian | 76−70        | 79−74       | —            |
| Cedevita Olimpija | 2–0    | Igokea m:tel | 93–79        | 74−69       | —            |

### Budućnost VOLI vs. FMP
| 30 de abril de 2022 | Budućnost VOLI                                   | 76–70                                 | FMP Meridian                                       | |  |  |
| 21:00               | Parciales: 24−14, 13−15, 15−21, 24−20            | Parciales: 24−14, 13−15, 15−21, 24−20 | Parciales: 24−14, 13−15, 15−21, 24−20              | |  |  |
|                     | Estadísticas Cobbs 18 Nikolić 6 Popović, Perry 3 | Reporte Pts Reb Asts                  | Estadísticas Tasić 16 Nerandžić 9 tres jugadores 3 | Pabellón: Podgorica Asistencia: 2,450 espectadores Árbitros: Milan Nedović, Josip Radojković, Mario Majkić Televisión: Arena Sport |  |  |
| 1−0                 |                                                  |                                       |                                                    | |  |  |
|                     |                                                  |                                       |                                                    | |  |  |

### Cedevita Olimpija vs. Igokea m:tel
| 30 de abril de 2022 | Cedevita Olimpija                       | 93–79                                 | Igokea m:tel                            | |  |  |
| 19:00               | Parciales: 29−26, 25−21, 19−18, 20−14   | Parciales: 29−26, 25−21, 19−18, 20−14 | Parciales: 29−26, 25−21, 19−18, 20−14   | |  |  |
|                     | Estadísticas Pullen 21 Ejim 11 Pullen 6 | Reporte Pts Reb Asts                  | Estadísticas Ilić 19 Ilić 12 Robinson 7 | Pabellón: Ljubljana Asistencia: 1,500 espectadores Árbitros: Ilija Belošević, Uroš Obrknežević, Krunoslav Peić Televisión: Arena Sport |  |  |
| 1−0                 |                                         |                                       |                                         | |  |  |
|                     |                                         |                                       |                                         | |  |  |

### FMP vs. Budućnost VOLI
| 7 de mayo de 2022 | FMP Meridian                          | 74–79                                 | Budućnost VOLI                          | |  |
| 21:00             | Parciales: 25−25, 21−15, 10−19, 18−20 | Parciales: 25−25, 21−15, 10−19, 18−20 | Parciales: 25−25, 21−15, 10−19, 18−20   | |  |
|                   | Estadísticas Tasić 17 Tasić 9 Jones 6 | Reporte Pts Reb Asts                  | Estadísticas Cobbs 16 Nikolić 7 Perry 6 | Pabellón: Belgrado Asistencia: 2,332 espectadores Árbitros: Saša Pukl, Tomislav Hordov, Denis Hadžić Televisión: Arena Sport |  |

### Igokea m:tel vs. Cedevita Olimpija
| 7 de mayo de 2022 | Igokea m:tel                            | 69–74                                 | Cedevita Olimpija                       | |  |
| 19:00             | Parciales: 16−16, 20−23, 19−18, 14−17   | Parciales: 16−16, 20−23, 19−18, 14−17 | Parciales: 16−16, 20−23, 19−18, 14−17   | |  |
|                   | Estadísticas Ilić 16 Ilić 12 Robinson 4 | Reporte Pts Reb Asts                  | Estadísticas Ferrell 17 Omić 8 Pullen 5 | Pabellón: Laktaši Asistencia: 1,100 espectadores Árbitros: Miloš Kolenšić, Igor Dragojević, Bojan Kruljac |  |

## Semifinales
| Equipo 1          | Series | Equipo 2          | 1.er partido | 2.º partido | 3.er partido |
| ----------------- | ------ | ----------------- | ------------ | ----------- | ------------ |
| Crvena zvezda mts | 2–1    | Cedevita Olimpija | 93−82        | 80–88 (OT)  | 88–78        |
| Partizan NIS      | 2–1    | Budućnost VOLI    | 82−66        | 71−72       | 101–77       |

### Partido 1

#### Crvena zvezda mts vs. Cedevita Olimpija
| 12 de mayo de 2022 | Crvena zvezda mts                                     | 93–82                                 | Cedevita Olimpija                      | |  |  |
| 19:00              | Parciales: 26–23, 27–25, 18–15, 22–19                 | Parciales: 26–23, 27–25, 18–15, 22–19 | Parciales: 26–23, 27–25, 18–15, 22–19  | |  |  |
|                    | Estadísticas Mitrović 21 Mitrović, Kuzmić 7 Kalinić 6 | Reporte Pts Reb Asts                  | Estadísticas Blažič 20 Omić 8 Blažič 5 | Pabellón: Aleksandar Nikolić Hall, Belgrado Asistencia: 6,076 espectadores Árbitros: Saša Pukl, Uroš Nikolić, Luka Kardum |  |  |
| 1−0                |                                                       |                                       |                                        | |  |  |
|                    |                                                       |                                       |                                        | |  |  |

#### Partizan NIS vs. Budućnost VOLI
| 10 de mayo de 2022 | Partizan NIS                              | 82–66                                 | Budućnost VOLI                                    | |  |  |
| 19:00              | Parciales: 18–15, 23–13, 20–21, 21–17     | Parciales: 18–15, 23–13, 20–21, 21–17 | Parciales: 18–15, 23–13, 20–21, 21–17             | |  |  |
|                    | Estadísticas LeDay 19 Lessort 9 Lessort 6 | Reporte Pts Reb Asts                  | Estadísticas Seeley 16 Jagodić-Kuridža 10 Perry 4 | Pabellón: Aleksandar Nikolić Hall, Belgrado Asistencia: 6,500 espectadores Árbitros: Matej Boltauzer, Josip Radojković, Mario Majkić |  |  |
| 1−0                |                                           |                                       |                                                   | |  |  |
|                    |                                           |                                       |                                                   | |  |  |

### Partido 2

#### Cedevita Olimpija vs. Crvena zvezda mts
| 16 de mayo de 2022 | Cedevita Olimpija                                  | 88–80                                              | Crvena zvezda mts                                         | |  |  |
| 18:30              | Parciales: 24–29, 19–15, 16–10, 17–22 (T.E.: 12–4) | Parciales: 24–29, 19–15, 16–10, 17–22 (T.E.: 12–4) | Parciales: 24–29, 19–15, 16–10, 17–22 (T.E.: 12–4)        | |  |  |
|                    | Estadísticas Murić 21 Omić 8 Dragić 6              | Reporte Pts Reb Asts                               | Estadísticas Dobrić 15 Mitrović 7 Nate Wolters, Hollins 4 | Pabellón: Arena Stožice, Ljubljana Asistencia: 9,000 espectadores Árbitros: Milivoje Jovčić, Milan Nedović, Igor Dragojević |  |  |
| 1−1                |                                                    |                                                    |                                                           | |  |  |
|                    |                                                    |                                                    |                                                           | |  |  |

#### Budućnost VOLI vs. Partizan NIS
| 15 de mayo de 2022 | Budućnost VOLI                                                    | 72–71                                 | Partizan NIS                              | |  |  |
| 20:45              | Parciales: 20–17, 18–10, 17–22, 17–22                             | Parciales: 20–17, 18–10, 17–22, 17–22 | Parciales: 20–17, 18–10, 17–22, 17–22     | |  |  |
|                    | Estadísticas Popović, Perry 15 Nikolić, Jagodić-Kuridža 6 Cobbs 2 | Reporte Pts Reb Asts                  | Estadísticas LeDay 28 LeDay 8 Avramović 4 | Pabellón: Morača Sports Center, Podgorica Asistencia: 4,550 espectadores Árbitros: Damir Javor, Tomislav Hordov, Denis Hadžić |  |  |
| 1−1                |                                                                   |                                       |                                           | |  |  |
|                    |                                                                   |                                       |                                           | |  |  |

### Partido 3

#### Crvena zvezda mts vs. Cedevita Olimpija
| 23 de mayo de 2022 | Crvena zvezda mts                            | 88–78                                 | Cedevita Olimpija                                | |  |  |
| 19:00              | Parciales: 24–13, 18–24, 25–17, 21–24        | Parciales: 24–13, 18–24, 25–17, 21–24 | Parciales: 24–13, 18–24, 25–17, 21–24            | |  |  |
|                    | Estadísticas Kalinić 15 Kuzmić 10 Ivanović 6 | Reporte Pts Reb Asts                  | Estadísticas Ferrell 25 four players 4 Ferrell 5 | Pabellón: Aleksandar Nikolić Hall, Belgrado Asistencia: 6,478 espectadores Árbitros: Ilija Belošević, Miloš Koljenšić, Mario Majkić |  |  |
| 2−1                |                                              |                                       |                                                  | |  |  |
|                    |                                              |                                       |                                                  | |  |  |

#### Partizan NIS vs. Budućnost VOLI
| 22 de mayo de 2022 | Partizan NIS                                          | 101–77                                | Budućnost VOLI                                   | |  |  |
| 21:00              | Parciales: 26−21, 29–14, 22–24, 24–18                 | Parciales: 26−21, 29–14, 22–24, 24–18 | Parciales: 26−21, 29–14, 22–24, 24–18            | |  |  |
|                    | Estadísticas Punter 30 Koprivica 7 Avramović, Madar 5 | Reporte Pts Reb Asts                  | Estadísticas Seeley 20 Jagodić-Kuridža 6 Cobbs 6 | Pabellón: Aleksandar Nikolić Hall, Belgrado Asistencia: 6,998 espectadores Árbitros: Saša Pukl, Damir Javor, Sašo Petek |  |  |
| 2−1                |                                                       |                                       |                                                  | |  |  |
|                    |                                                       |                                       |                                                  | |  |  |

## Finales
| Equipo 1          | Series | Equipo 2     | 1.er partido | 2.º partido | 3.er partido | 4.º partido | 5.º partido |
| ----------------- | ------ | ------------ | ------------ | ----------- | ------------ | ----------- | ----------- |
| Crvena zvezda mts | 3–2    | Partizan NIS | 90−76        | 85-81       | 67-70        | 84-112      | 80-77       |

### Crvena zvezda mts vs. Partizan NIS
| 27 de mayo de 2022 | Crvena zvezda mts                                        | 90–76                                  | Partizan NIS                                 | |  |  |
| 19:00              | Parciales: '19–23, 23–16, 24–19, 24–18                   | Parciales: '19–23, 23–16, 24–19, 24–18 | Parciales: '19–23, 23–16, 24–19, 24–18       | |  |  |
|                    | Estadísticas Ivanović 18 Davidovac 5 Ivanović, Kalinić 5 | Reporte Pts Reb Asts                   | Estadísticas Punter 15 Lessort 6 Avramović 4 | Pabellón: Aleksandar Nikolić Hall, Belgrado Asistencia: 6,886 espectadores Árbitros: Saša Pukl, Uroš Obrknežević, Josip Radojković |  |  |
| 1−0                |                                                          |                                        |                                              | |  |  |
|                    |                                                          |                                        |                                              | |  |  |

| 29 de mayo de 2022 | Crvena zvezda mts                            | 85–81                                 | Partizan NIS                                                  | |  |  |
| 20:00              | Parciales: 29–18, 18–22, 15–13, 23–28        | Parciales: 29–18, 18–22, 15–13, 23–28 | Parciales: 29–18, 18–22, 15–13, 23–28                         | |  |  |
|                    | Estadísticas Kalinić 25 Mitrović 6 Wolters 8 | Reporte Pts Reb Asts                  | Estadísticas Avramović 21 LeDay, Lessort 7 cuatro jugadores 4 | Pabellón: Aleksandar Nikolić Hall, Belgrado Asistencia: 7,238 espectadores Árbitros: Ilija Belošević, Igor Dragojević, Mario Majkić |  |  |
| 2−0                |                                              |                                       |                                                               | |  |  |
|                    |                                              |                                       |                                                               | |  |  |

| 1 de junio de 2022 | Partizan NIS                             | 70–67                                | Crvena zvezda mts                                    | |  |  |
| 20:30              | Parciales: 21–17, 18–14, 8–23, 23–13     | Parciales: 21–17, 18–14, 8–23, 23–13 | Parciales: 21–17, 18–14, 8–23, 23–13                 | |  |  |
|                    | Estadísticas Punter 22 Punter 5 Punter 6 | Reporte Pts Reb Asts                 | Estadísticas Dobrić 20 Kuzmić, Mitrović 5 Marković 5 | Pabellón: Aleksandar Nikolić Hall, Belgrado Asistencia: 7,226 espectadores Árbitros: Matej Boltauzer, Uroš Nikolić, Milan Nedović |  |  |
| 2–1                |                                          |                                      |                                                      | |  |  |
|                    |                                          |                                      |                                                      | |  |  |

| 3 de junio de 2022 | Partizan NIS                                    | 112–84                                | Crvena zvezda mts                                    | |  |  |
| 18:30              | Parciales: 35–27, 33–16, 20–20, 24–21           | Parciales: 35–27, 33–16, 20–20, 24–21 | Parciales: 35–27, 33–16, 20–20, 24–21                | |  |  |
|                    | Estadísticas Avramović 24 Lessort 5 Avramović 6 | Reporte Pts Reb Asts                  | Estadísticas Hollins 19 cinco jugadores 3 Ivanović 4 | Pabellón: Aleksandar Nikolić Hall, Belgrado Asistencia: 3,922 espectadores Árbitros: Damir Javor, Sašo Petek, Luka Kardum |  |  |
| 2–2                |                                                 |                                       |                                                      | |  |  |
|                    |                                                 |                                       |                                                      | |  |  |

| 6 de junio de 2022 | Crvena zvezda mts                                        | 80–77                                 | Partizan NIS                                  | |  |  |
| 20:00              | Parciales: 18–20, 15–17, 26–21, 21–19                    | Parciales: 18–20, 15–17, 26–21, 21–19 | Parciales: 18–20, 15–17, 26–21, 21–19         | |  |  |
|                    | Estadísticas Davidovac 15 Davidovac, Kalinić 6 Wolters 7 | Reporte Pts Reb Asts                  | Estadísticas Punter 27 Lessort 13 Avramović 4 | Pabellón: Aleksandar Nikolić Hall, Belgrado Asistencia: 5,634 espectadores Árbitros: Saša Pukl, Tomislav Hordov, Miloš Koljenšić |  |  |
| 3–2                |                                                          |                                       |                                               | |  |  |
|                    |                                                          |                                       |                                               | |  |  |

## Galardones individuales

### MVP de la jornada
| Jornada | Jugador                 | Equipo                  | Val. |
| ------- | ----------------------- | ----------------------- | ---- |
| 1       | Nikola Ivanović         | Crvena zvezda mts       | 35   |
| 2       | Nate Reuvers            | Cibona                  | 36   |
| 3       | Sava Lešić              | Borac Čačak             | 28   |
| 4       | Kyle Vinales            | SC Derby                | 43   |
| 5       | Yam Madar               | Partizan NIS            | 32   |
| 6       | Darko Bajo              | Split                   | 41   |
| 7       | Karlo Matković          | Mega Mozzart            | 40   |
| 8       | Danilo Tasić            | FMP Meridian            | 37   |
| 9       | Garrett Nevels          | FMP Meridian (2)        | 34   |
| 10      | Marko Pecarski          | Borac Čačak             | 35   |
| 11      | Garrett Nevels (2)      | FMP Meridian (3)        | 36   |
| 12      | Justin Carter           | Zadar                   | 34   |
| 13      | Nikola Ivanović (2)     | Crvena zvezda mts (2)   | 29   |
| 14      | Zach Auguste            | Cedevita Olimpija       | 31   |
| 15      | Dušan Miletić           | Partizan NIS (2)        | 27   |
| 16      | Kevin Punter            | Partizan NIS (3)        | 26   |
| 17      | Trevor Thompson         | Zadar (2)               | 31   |
| 18      | Shannon Shorter         | Split (2)               | 27   |
| 19      | Martin Junaković        | Zadar (3)               | 29   |
| 20      | Amar Gegić              | Cibona (2)              | 30   |
| 21      | Erick Neal              | SC Derby (2)            | 37   |
| 22      | Alen Omić               | Cedevita Olimpija (2)   | 30   |
| 23      | Vladimir Mihailović     | Mornar Barsko zlato     | 50   |
| 24      | Vladimir Mihailović (2) | Mornar Barsko zlato (2) | 50   |
| 25      | Zach LeDay              | Partizan NIS (4)        | 34   |
| 26      | Dalibor Ilić            | Igokea m:tel            | 49   |
| PR1     | Jacob Pullen            | Cedevita Olimpija (3)   | 22   |
| PR2     | Justin Cobbs            | Budućnost VOLI          | 21   |
| SF1     | Luka Mitrović           | Crvena zvezda mts (3)   | 28   |
| SF2     | Edo Murić               | Cedevita Olimpija (4)   | 27   |
| SF3     | Kevin Punter            | Partizan NIS (5)        | 31   |
| F1      | Nikola Ivanović (3)     | Crvena zvezda mts (4)   | 18   |
| F2      | Nikola Kalinić          | Crvena zvezda mts (5)   | 29   |
| F3      | Kevin Punter (2)        | Partizan NIS (4)        | 34   |
| F4      | Aleksa Avramović        | Partizan NIS (5)        | 33   |
| F5      | Dejan Davidovac         | Crvena zvezda mts (6)   | 20   |

Fuente: ABA League

### MVP del mes
| Mes       | Jugador      | Equipo            | Ref.  |
| 2021      | 2021         | 2021              | 2021  |
| --------- | ------------ | ----------------- | ----- |
| Octubre   | Bryce Jones  | FMP Meridian      | [ 4 ] |
| Noviembre | Dalibor Ilić | Igokea            | [ 5 ] |
| Diciembre | Justin Cobbs | Budućnost VOLI    | [ 6 ] |
| 2022      |              |                   |       |
| Enero     | Willie Reed  | Budućnost VOLI    | [ 7 ] |
| Febrero   | Amar Gegić   | Cibona            | [ 8 ] |
| Marzo     | Jaka Blažič  | Cedevita Olimpija | [ 9 ] |